# Jarosław Zawadka
Jarosław Zawadka (ur. 26 stycznia 1964 w Toruniu) – polski koszykarz występujący na pozycji obrońcy, od zakończenia kariery zawodniczej trener koszykarski, obecnie asystent trenera Polskiego Cukru Toruń.
Grał na pozycji obrońcy w barwach AZS Toruń, spędził jeden sezon w ekstraklasie w sezonie 1990/1991. W Toruniu rozpoczął pracę trenerska z młodymi zawodnikami, przez trzy sezony prowadził zajęcia w Szkole Mistrzostwa Sportowego w Warce. Był pierwszym trenerem ekstraklasowych drużyn żeńskiej Zapolexu Toruń oraz męskiej Czarnych Słupsk. W 2003 roku przeniósł się do Astorii Bydgoszcz, gdzie pracował z młodzieżą oraz był asystentem trenerów drużyny ekstraligi seniorów. W sezonie 2006/2007 po nie uzyskaniu licencji na rozgrywki Polskiej Ligi Koszykówki i przystąpieniu tylko do III ligi pozostał w klubie i prowadził zespół jako pierwszy trener. W sezonie 2007/2008 wybrał korzystniejszą ofertę z Sopotu, gdzie prowadził zespół rezerw. Zerwał ścięgno Achillesa i rozstał się z sopockim klubem. Następne półtora sezonu przepracował w Gniewkowie, ale odszedł z Harmattana z powodu kłopotów finansowych klubu. 22 lutego 2010 powrócił do bydgoskiej Astorii by walczyć z zespołem awans do I ligi.
Ukończył studia na Uniwersytecie Mikołaja Kopernika na kierunku nauczanie początkowe. Ojciec koszykarki grającej w polskiej ekstraklasie kobiet – Elżbiety Lidii Zawadki-Stolarek.
10 czerwca 2015 został asystentem w zespole Polskiego Cukru Toruń. 19 sierpnia 2020 objął stanowisko głównego trenera w toruńskim klubie.

## Osiągnięcia
Trenerskie
- Wicemistrz Polski jako asystent trenera (2017)[3]
- Zdobywca Superpucharu Polski (2018)[4]